# Kund

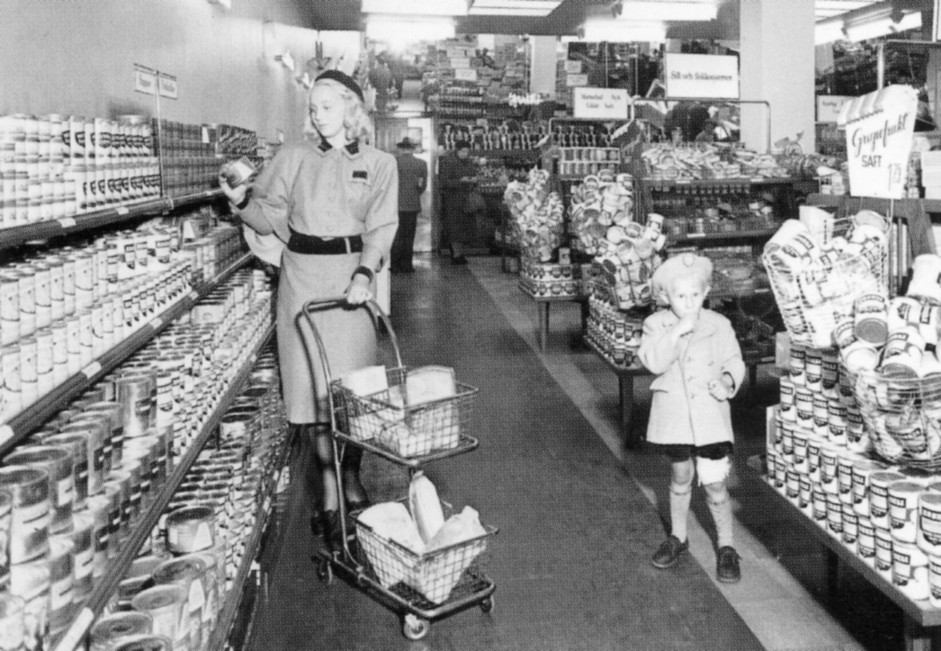
En presumtiv kund, i ett snabbköp.

En aktiv kund är en fysisk eller juridisk person som köper eller hyr en vara eller en tjänst från ett företag eller en person. En presumtiv kund är en fysisk eller juridisk person som utgör potential till att bli kund. Kunder och säljare utgör tillsammans en marknad.

## Varianter
Det finns i regel två typer av kunder:
- Interna, exempelvis en annan avdelning inom samma företag, eller bolag inom en koncern.
- Externa, alla därutöver.

De olika behov som en kund har, skapar efterfrågan efter en produkt eller tjänst och kallas kundbehov.
Beslutspåverkare är personer som, direkt eller indirekt påverkar köpbeslutet för en viss produkt eller tjänst.
I bland annat hotell- och restaurangbranschen kallas kunden för gäst. I andra servicebranscher kallas kunden för klient.